# Geomyza adusta
Geomyza adusta is een vliegensoort uit de familie van de  grasvliegen (Opomyzidae). De wetenschappelijke naam van de soort is voor het eerst geldig gepubliceerd in 1873 door Loew.